# Jean Fressinet
Pour les articles homonymes, voir Fressinet.
Jean Fressinet (né à Saint-Étienne le 29 juin 1887 et mort à Courbevoie, 12 février 1979) est un artiste et directeur d'institution artistique français.

## Biographie
Né à Saint-Étienne en 1889, Jean Fressinet est mort à Paris en 1972. Il est le fils de Barthélémy Fressinet, professeur de tissage à l’école professionnelle de Saint-Étienne. Il étudie le dessin à Saint-Étienne et l’architecture aux beaux-Arts de Lyon. Il est dessinateur à la maison Colcombet rubans et soieries, grand fabricant stéphanois avant la guerre de 14-18. Il effectue son service militaire dans l’aviation et sert pendant la guerre dans la même arme, il reste ainsi sept ans sous les drapeaux. Il réalise à cette occasion le médaillon de la stèle hommage au pilote de chasse Adolphe Pégoud. 
En 1920, il monte à Paris et crée l’atelier Styléa qui réalise :
- des papiers peints édités par Le Mardelé et  Grantil.
- des frises de différents modèles adaptés à chaque client et exécutés à l’atelier.
- des dessins de meubles exécutés ensuite par  différents ébénistes du faubourg Saint Antoine dont la maison Hirsch et les Ets Goumain
- des projets de décoration de lieux publics  tels la salle des fêtes et le centre social à Mancieulles (Meurthe-et-Moselle), le carmel de Nogent-sur-Marne, un projet pour le concours de la reconstruction du théâtre de Saint Etienne avec l’architecte M. Noulin, monument aux morts de Saint-Rambert-sur-Loire  avec le sculpteur Joanny Durand.
- des projets de décoration pour des particuliers et des magasins tels que la résidence de Bao Daï encore jeune homme ; les grands magasins Sednaoui à Alexandrie ; le magasin Yendis, maroquinerie rue Saint Honoré ; hôtels, villas ou appartement du comte de Madre, de Max Linder, de Spitzer, du docteur Charpentier ; de madame Dumay, modiste haute couture ; de la marquise de Crussol.
- des affiches pour les Stylos Waterman, les fourrures Guélis frères, la Grande Chartreuse et les Couleurs Linel.

Il est directeur de l'école des Arts appliqués Duperré de 1932 à 1953.

## Expositions, manifestations
- Exposition des Arts décoratifs. Il réalise la décoration du hall et du salon de réception du commissariat général, des meubles, sièges, tapis et tissus (dont un tissage original de bandelettes de papier en trame avec chaîne rayonne et qui montrait ton sur ton des motifs décoratifs).
- Exposition coloniale internationale : fontaine monumentale.
- Exposition universelle de 1937 : bureau du commissaire général, meubles, fauteuils, tapis.
- Salons des Arts Ménagers.